# Бассонг, Себастьен
Себастье́н Айма́р Бассо́нг Нгена (фр. Sébastien Aymar Bassong Nguena; род. 9 июля 1986, Париж, Франция) — франко-камерунский футболист, защитник. Играл на позициях центрального и левого защитника.

## Карьера

### Ранние годы
Выпускник знаменитой молодёжной академии Клерфонтен, где обучались многие футболисты сборной Франции, такие как Тьерри Анри, Николя Анелька, Луи Саа и Вильям Галлас. В 2005 году Себастьен заключил свой первый контракт, став игроком футбольного клуба «Мец». В сезоне 2005/06 Бассонг был переведён в первую команду и 23 августа 2005 года дебютировал за «Мец» в матче против «Страсбурга». В своём первом профессиональном сезоне в «Меце» Бассонг сыграл 24 матча во всех соревнованиях. В конце сезона он подписал контракт с клубом на три года. В сезоне 2006/07 Бассонг стал основным игроком «Меца». 18 мая 2007 года Бассонг забил свой первый профессиональный гол в карьере, в матче против «Страсбурга». За «Мец» он отыграл три сезона (два — в первой лиге, один — во второй), был игроком основного состава.

### «Ньюкасл Юнайтед»
В июле 2008 года Себастьен отправился на просмотр в английский «Ньюкасл Юнайтед», сыграл в одной из предсезонных игр, после чего 30 июля был оформлен его переход из «Меца». Сумма трансфера по разным источникам составила от 500 тысяч до 1,5 миллионов фунтов стерлингов. 26 августа 2008 года Бассонг дебютировал в составе «Ньюкасла» в матче Кубка Футбольной лиги против «Ковентри Сити». 26 декабря 2008 года он получил свою первую красную карточку в матче с «Уиганом». В своём первом сезоне в английской Премьер-лиге он сыграл 30 матчей, голов не забивал. Хотя «Ньюкасл Юнайтед» выступил в сезоне крайне неудачно, заняв 18-е место и покинув Премьер-лигу, Бассонг хорошо проявил себя и был признан лучшим игроком команды в сезоне 2008/09.

### «Тоттенхэм Хотспур»

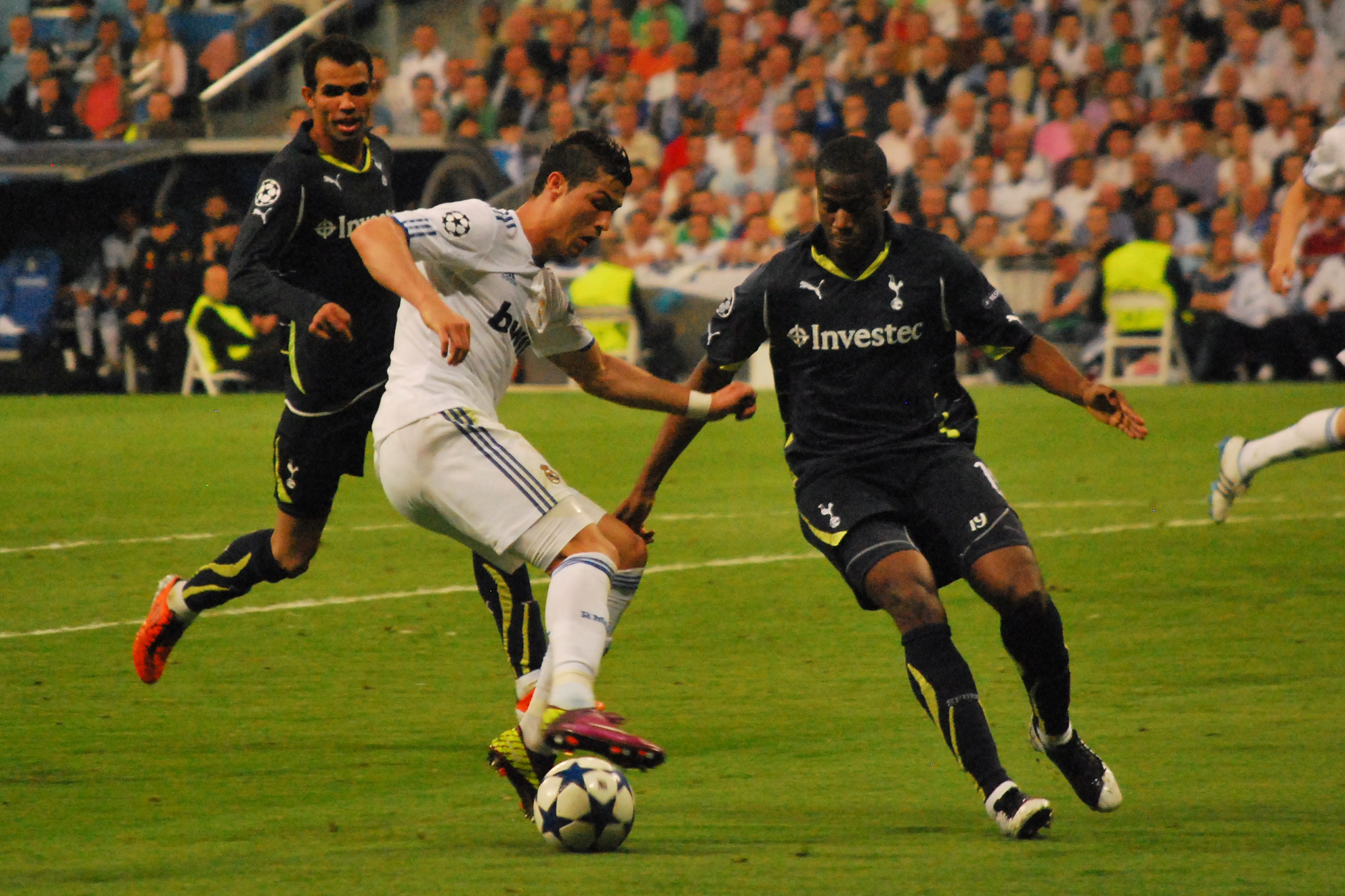
Бассонг в борьбе с Криштиану Роналду в матче Лиги чемпионов УЕФА в 2011 году.

После вылета «Ньюкасла» в Чемпионат Футбольной лиги Себастьен выразил желание покинуть команду. Среди заинтересованных в его приобретении клубов назывались «Тоттенхэм Хотспур», «Манчестер Сити», «Астон Вилла», «Эвертон» и «Арсенал». 6 августа 2009 года состоялся переход Бассонга из «Ньюкасл Юнайтед» в «Тоттенхэм Хотспур», за который лондонцы заплатили около 8 миллионов фунтов стерлингов. В «Тоттенхэме» особо нуждались в хорошем центральном защитнике, поскольку накануне начала сезона команда из-за травм лишилась сразу троих игроков — Ледли Кинга, Майкла Доусона и Джонатана Вудгейта.
16 августа 2009 года Себастьен дебютировал в составе «Тоттенхэм Хотспур» в матче первого тура Премьер-лиги против «Ливерпуля». Он вышел в стартовом составе, провёл на поле весь матч и на 59 минуте забил победный гол головой после навеса со штрафного, исполненного Лукой Модричем. Этот гол стал первым для Бассонга в Премьер-лиге. 22 сентября 2009 года во время матча против «Челси» он получил сотрясение мозга после неловкого падения в столкновении с Николя Анелька и должен был быть заменён, но врачи разрешили продолжить игру, и Бассонг вернулся в стартовый состав «шпор». Он играл каждый матч в стартовом составе с начала сезона из-за отсутствия Джонатана Вудгейта и Ледли Кинга пока не пропустил один матч в начале ноября после травмы подколенного сухожилия. В конце сезона 2009/10 Бассонг сделал 38 матчей и забил один гол во всех соревнованиях.
На старте сезона 2010/11 в квалификационном матче Лиге чемпионов Бассонг забил первый гол «Шпор» в ворота швейцарского клуба «Янг Бойз». Тем не менее, он не смог сыграть в ответной игре, в который «Шпоры» выиграли 4:0 (6:3 по сумме двух матчей) и вышли в групповой этап Лиги чемпионов. 22 сентября 2010 года во время матча с «Арсеналом» Бассонг сфолил на Самире Насри в штрафной площади, а сам Насри успешно реализовал пенальти; после матча Бассонг сказал о фоле: «Я коснулся его груди, но не схватил его. Он упал слишком легко. Впоследствии он сказал мне, что я едва коснулся его». В конце сезона 2010/11 Бассонг сыграл только 12 матчей в чемпионате и забил один гол в ворота «Бирмингем Сити».
В преддверии сезона 2011/12 Бассонг выразил желание покинуть «Тоттенхэм». На протяжении всего летнего трансферного окна он был связан с переходом в «Ньюкасл Юнайтед» и «Куинз Парк Рейнджерс», но в итоге остался в «Тоттенхэме». Тем не менее, он продолжал оставаться на скамейке запасных. 21 октября 2011 года Бассонг впервые стал капитаном команды в Лиге Европы УЕФА против казанского «Рубина» и помог «шпорам» победить 1:0.

#### Аренда в «Вулверхэмптон Уондерерс»
31 января 2012 года Бассонг на правах аренды перешёл в «Вулверхэмптон Уондерерс» до конца сезона 2011/12. 4 февраля 2012 года он дебютировал за «Волков», сыграв 90 минут в матче против «Куинз Парк Рейнджерс». После травмы подколенного сухожилия он вернулся в стартовый состав и участвовал в ряде матчей в основном составе, пока он не был удалён в начале первого тайма в матче с «Арсеналом». Однако его аренда не помешала клубу вылететь в низшую лигу после поражения от «Манчестер Сити».

### «Норвич Сити»
21 августа 2012 года Бассонг перешёл в «Норвич Сити», подписав с «канарейками» трёхлетний контракт. Бассонг дебютировал за «Норвич Сити» в матче против «Куинз Парк Рейнджерс». После того, как Бассонг перешёл в «Норвич», он быстро стал основным игроком клуба. 24 ноября 2012 года Бассонг забил свой первый гол за «Норвич», сравняв счёт на 90-й минуте на выезде в матче против «Эвертона». Во время матча он подвергся расистским оскорблениям со стороны болельщиков «Эвертона», в результате чего «Норвич Сити» сообщил об этом в полицию. В начале декабря он снова забил, благодаря чему «Норвич» обыграл «Сандерленд» 2:1. 8 декабря 2012 года Бассонг забил свой третий гол за «Норвич» в ворота «Суонси Сити». За своё выступление Бассонг вошёл в Команду недели по версии Sky Sports. Во время матча он снова подвергся расистским оскорблениям со стороны болельщиков «Суонси Сити», в результате чего «Норвич Сити» во второй раз сообщил о расизме в полицию и расследовал четыре отдельных случая фактического или предполагаемого расистского насилия, в результате чего полиция произвела арест. В мае 2013 года обвинения против болельщика «Суонси Сити» были сняты. По итогам сезона 2012/13 он сыграл 35 матчей и забил 3 мяча во всех соревнованиях. Бассонг был признан лучшим игроком команды, выиграв Мемориальный трофей Барри Батлера. При этом он стал первым игроком за пределами Британии получившим данную награду.
В преддверии сезона 2013/14 Бассонг был назначен капитаном команды после ухода Гранта Холта.
2 мая 2017 года Бассонг был среди семи игроков, которые покинули «Норвич Сити» после сезона 2016/17. Во время своего пребывания в клубе он стал любимцем болельщиков благодаря своей «сильной, быстрой и отличной организационной игре».

### Дальнейшая карьера
Бассонг провел сезон 2017/18 в качестве свободного агента, тренировался и был связан с переходом в «Куинз Парк Рейнджерс» и «Бирмингем Сити». 25 октября 2018 года Бассонг подписал краткосрочный контракт с клубом первой лиги «Питерборо Юнайтед», проведя 18 месяцев свободным агентом. 13 ноября 2018 года Бассонг дебютировал за клуб в матче против «Лутон Таун».
24 июля 2019 года было объявлено, что «Волос» подписал с Бассонгом однолетний контракт.

### Сборная
В 2007 году Себастьен сыграл два товарищеских матча за молодёжную сборную Франции. Бассонг заявил в интервью, что, если его вызовут в сборную Камеруна, он примет предложение. В мае 2009 года Бассонг был вызван в национальную сборную Камеруна, за которую он имел право выступать, поскольку не играл за французскую молодёжную сборную в каких-либо турнирах. Он присутствовал на тренировочном сборе в Бельгии, но в матче отборочного турнира к чемпионату мира 2010 года против сборной Марокко участия не принимал. 12 августа 2009 года Себастьен дебютировал в составе сборной Камеруна в товарищеском матче против сборной Австрии, завершившимся победой африканцев со счётом 2:0. Бассонг был вызван в сборную на чемпионат мира 2010 года в Южной Африке вместе со своим бывшим товарищем по команде Бенуа Ассу-Экотто. После почти двухлетнего отсутствия Бассонг был вызван в национальную сборную на матч против Того. 6 сентября 2015 года он впервые за четыре года сыграл за Камерун, выйдя на замену в матче против Гамбии.

## Статистика
| Клуб                             | Сезон            | Чемпионат                         | Чемпионат | Чемпионат | Кубок | Кубок | Кубок лиги | Кубок лиги | Еврокубки | Еврокубки | Другое | Другое | Всего | Всего |
| Клуб                             | Сезон            | Дивизион                          | Игры      | Голы      | Игры  | Голы  | Игры       | Голы       | Игры      | Голы      | Игры   | Голы   | Игры  | Голы  |
| -------------------------------- | ---------------- | --------------------------------- | --------- | --------- | ----- | ----- | ---------- | ---------- | --------- | --------- | ------ | ------ | ----- | ----- |
| Мец                              | 2005/06          | Лига 1                            | 23        | 0         | 1     | 0     | 0          | 0          | -         | -         | -      | -      | 24    | 0     |
| Мец                              | 2006/07          | Лига 2                            | 37        | 1         | 1     | 0     | 0          | 0          | -         | -         | -      | -      | 38    | 1     |
| Мец                              | 2007/08          | Лига 1                            | 19        | 0         | 3     | 0     | 2          | 0          | -         | -         | -      | -      | 24    | 0     |
| Мец                              | Всего            | Всего                             | 79        | 1         | 5     | 0     | 2          | 0          | -         | -         | 0      | 0      | 86    | 1     |
| Ньюкасл Юнайтед                  | 2008/09          | Английская Премьер-лига           | 30        | 0         | 2     | 0     | 2          | 0          | -         | -         | -      | -      | 34    | 0     |
| Тоттенхэм Хотспур                | 2009/10          | Английская Премьер-лига           | 28        | 1         | 7     | 0     | 3          | 0          | -         | -         | -      | -      | 38    | 1     |
| Тоттенхэм Хотспур                | 2010/11          | Английская Премьер-лига           | 12        | 1         | 2     | 0     | 1          | 0          | 5         | 1         | -      | -      | 20    | 2     |
| Тоттенхэм Хотспур                | 2011/12          | Английская Премьер-лига           | 5         | 0         | 1     | 0     | 1          | 0          | 6         | 0         | -      | -      | 13    | 0     |
| Тоттенхэм Хотспур                | Всего            | Всего                             | 45        | 2         | 10    | 0     | 5          | 0          | 11        | 1         | 0      | 0      | 71    | 3     |
| Вулверхэмптон Уондерерс (аренда) | 2011/12          | Английская Премьер-лига           | 9         | 0         | 0     | 0     | 0          | 0          | -         | -         | -      | -      | 9     | 0     |
| Норвич Сити                      | 2012/13          | Английская Премьер-лига           | 34        | 3         | 0     | 0     | 1          | 0          | -         | -         | -      | -      | 35    | 3     |
| Норвич Сити                      | 2013/14          | Английская Премьер-лига           | 27        | 0         | 1     | 0     | 2          | 0          | -         | -         | -      | -      | 30    | 0     |
| Норвич Сити                      | 2014/15          | Чемпионшип                        | 21        | 0         | 0     | 0     | 0          | 0          | -         | -         | -      | -      | 21    | 0     |
| Норвич Сити                      | 2015/16          | Английская Премьер-лига           | 32        | 1         | 1     | 0     | 3          | 1          | -         | -         | -      | -      | 36    | 2     |
| Норвич Сити                      | 2016/17          | Чемпионшип                        | 9         | 0         | 1     | 0     | 3          | 0          | -         | -         | -      | -      | 13    | 0     |
| Норвич Сити                      | Всего            | Всего                             | 123       | 4         | 3     | 0     | 9          | 1          | -         | -         | 0      | 0      | 135   | 5     |
| Уотфорд (аренда)                 | 2014/15          | Чемпионшип                        | 11        | 0         | 0     | 0     | 0          | 0          | -         | -         | -      | -      | 11    | 0     |
| Питерборо Юнайтед                | 2018/19          | Лига 1 Английской футбольной лиги | 0         | 0         | 0     | 0     | 0          | 0          | -         | -         | 1      | 0      | 1     | 0     |
| Волос                            | 2019/20          | Суперлига                         | 3         | 0         | 0     | 0     | 0          | 0          | -         | -         | -      | -      | 3     | 0     |
| Всего за карьеру                 | Всего за карьеру | Всего за карьеру                  | 300       | 7         | 20    | 0     | 18         | 1          | 11        | 1         | 1      | 0      | 350   | 9     |

1. ↑  Матчи в турнире Трофей Английской футбольной лиги